# Щел1
ЩЕЛ1 (спочатку позначався Юе2, згодом ГЕ 1, пізніше Щ-ЕЛ-1) — один з двох перших у світі робочих магістральних тепловозів. Збудований за проєктом інженера Гаккеля. Перший у світі локомотив з візковим екіпажем. Автором проєкту кузова, а також детальної переробки ходової (екіпажної) частини був головний інженер Путиловського заводу професор Раєвський.

## Історія
Перший вихід першого у світі магістрального тепловоза на колії Балтійського суднобудівного заводу був офіційно зареєстрований 5 серпня 1924, були присутні офіційні представники міста Петрограда, журналісти, робітники заводу.
Народний комісаріат шляхів сполучення СРСР позначив тепловоз ЮЕ2, що означало: буква Ю до цього не використовувалась іншими локомотивами, тепловоз з Електропередачею, порядковий номер 2. Перший номер мав тепловоз Юе1, який будувався в Німеччині за конструкцією професора Ломоносова, згодом оголошеного «ворогом народу», після чого тепловоз Ломоносова став позначатися Еел2, а Гаккеля — Ге1 на честь конструктора.
Через повінь у свій перший рейс за Жовтневій залізниці тепловоз вийшов 6 листопада. Кілька днів він здійснював випробувальні рейси, а 16 січня 1925 вперше прибув в Москву, ведучи за собою тисячотонний поїзд.
Позначення тепловоза змінювалося ще двічі: на Щ-ел-1, а пізніше на ЩЕЛ 1. Літера Щ говорить про відповідність локомотива за потужністю паровозу серії Щ.
З 1925 по 1927 тепловоз експлуатувався на Московсько-Курській залізниці і на Кавказі. Через часті ремонти він був знятий з роботи і 1934 став використовуватися як електростанція.